# Eloeophila mundata
Eloeophila mundata – gatunek muchówki z rodziny sygaczowatych i podrodziny Hexatominae.
Gatunek ten opisany został w 1871 roku przez Hermanna Loewa jako Ephelia mundata.
Muchówka o krótszych niż tułów i głowa razem wzięte czułkach z brązowym biczykiem. Skrzydła ma pośrodku szerokie, długości od 7,7 do 10,1 mm, o tylnej krawędzi kanciastej przed wierzchołkiem drugiej żyłki analnej. Wzór na skrzydłach składa się tylko z siedmiu plam, z których przednie są szczególnie duże.
Owad palearktyczny, w Europie znany z Francji, Irlandii, Wielkiej Brytanii, Belgii, Niemiec, Szwajcarii, Austrii, Włoch, Polski, Czech, Słowacji, Słowenii, Węgier, Bośni i Hercegowiny, Ukrainy, Rumunii, Bułgarii, Macedonii, Danii, Norwegii i Szwecji.